# Maja Jakobsen
Pour les articles homonymes, voir Jakobsen.
Maja Jakobsen, née le 28 mars 1990 à Raufoss (municipalité de Vestre Toten), est une handballeuse internationale norvégienne qui évolue au poste d'arrière droite.
Avec l'équipe de Norvège, elle connaît sa première sélection en mai 2012 face à la Suède. La même année, elle devient vice-championne d'Europe. 

## Palmarès
championnat d'Europe
- vainqueur du championnat d'Europe 2014
- finaliste du championnat d'Europe 2012[2]

autres
- vainqueur du championnat du monde junior en 2010
- vainqueur du championnat d'Europe junior en 2009[3]